# Äripäev
Äripäev est un quotidien économique estonien appartenant à Bonnier, un groupe de presse suédois. Fondé en 1989, il a remporté en février 2007 la 28e édition du World's Best-Designed Newpapers, un prix international récompensant les titres de presse présentant la plus belle maquette. Il s'impose devant El Economista, le Frankfurter Allgemeine Zeitung et Politiken.